# 普列謝茨克區

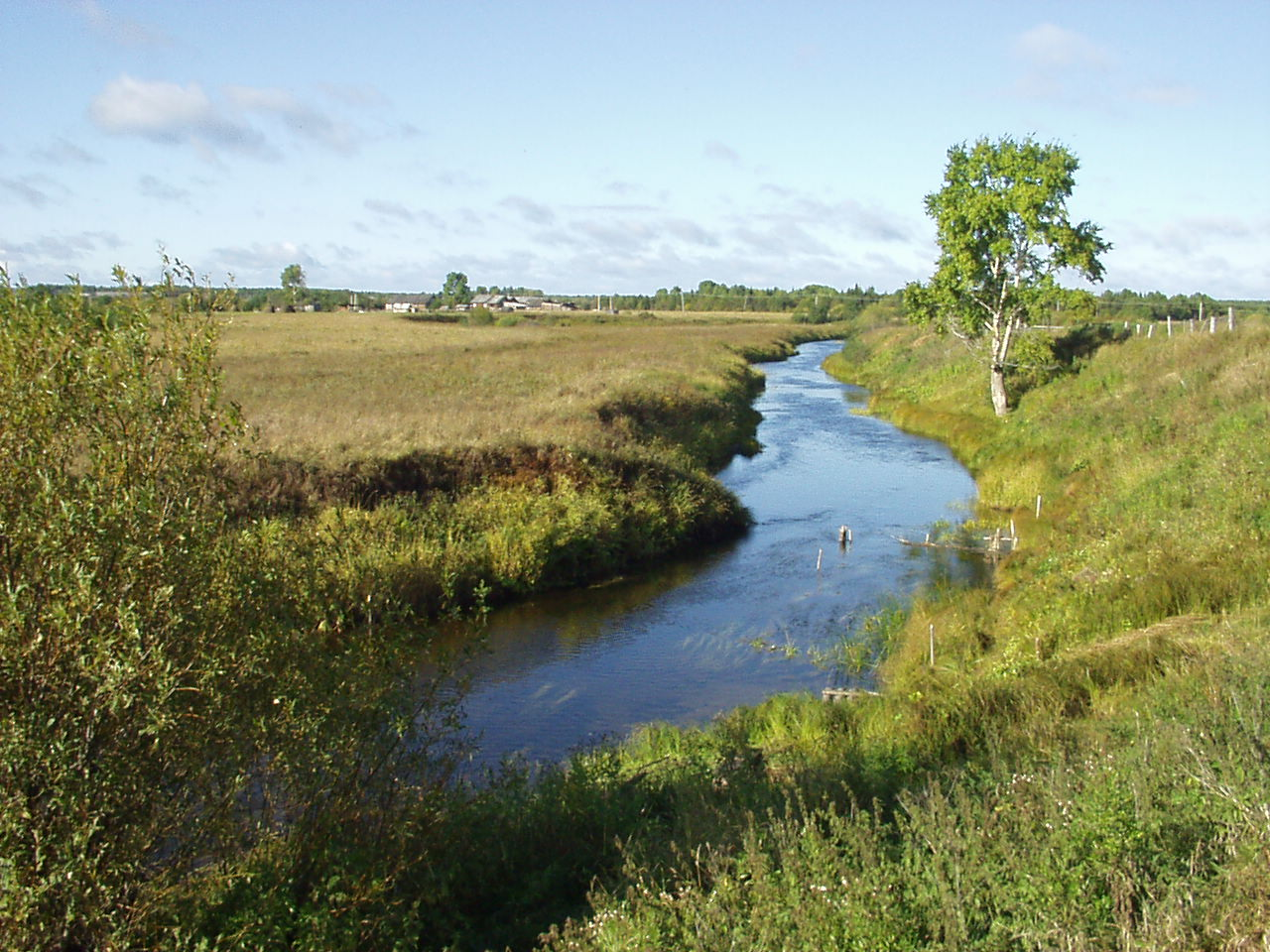

62°42′N 40°17′E / 62.700°N 40.283°E
普列謝茨克區（俄语：Плесецкий район），是俄羅斯的一個區，位於該國西北部，由阿爾漢格爾斯克州負責管轄，始建於1929年7月15日，面積27,500平方公里，2010年人口49,077，人口密度每平方公里1.78人。